# Nicolae Bălcescu (Vâlcea)
Nicolae Bălcescu é uma comuna romena localizada no distrito de Vâlcea, na região de Oltênia. A comuna possui uma área de 77.08 km² e sua população era de 3685 habitantes segundo o censo de 2007.